# La Robla
La Robla is een gemeente in de Spaanse provincie León in de regio Castilië en León met een oppervlakte van 85,22 km². La Robla telt 3637 inwoners (2023).